# كأس ملك إسبانيا 2024–25
كأس ملك إسبانيا 2024–25 هي النسخة 123 من بطولة كأس ملك إسبانيا (بما في ذلك موسمين أقيمت فيهما نسختان متنافستان). ويضمن الفائزون مكانًا في مرحلة الدوري في الدوري الأوروبي 2025-26. سيتأهل الفائزون والوصيفون إلى بطولة كأس السوبر الإسباني لعام 2026 التي تضم أربعة فرق.
وكان أتلتيك بلباو هو حامل لقب النسخة السابقة، بعد تغلبه على ريال مايوركا في نهائي النسخة السابقة.
أقيمت المباراة النهائية على ملعب لا كارتوجا في إشبيلية في 26 أبريل 2025، بين برشلونة وريال مدريد. وانتهت المباراة بفوز برشلونة بنتيجة 3–2 بعد أن سجل جول كوندي هدفاً قاتلاً في الأشواط الإضافية، ليحصد بذلك لقبه الثاني والثلاثين في كأس ملك إسبانيا.